# Historia Uzbekistanu
Uzbekistan jest położony w sercu Azji Środkowej, wśród stepów, pustyń i wysokich gór, na skrzyżowaniu wielkich szlaków komunikacyjnych i handlowych. Jego dzieje zostały ukształtowane przez migracje wielu ludów, następujące wskutek rozwoju i upadku wielkich imperiów. Sami Uzbecy, posługujący się językiem należącym do rodziny tureckiej, nie są nikim innym, jak właśnie ostatnim ludem napływowym na swojej ziemi. Uzbekistan jest obecnie najbardziej zaludnionym państwem Azji Środkowej.

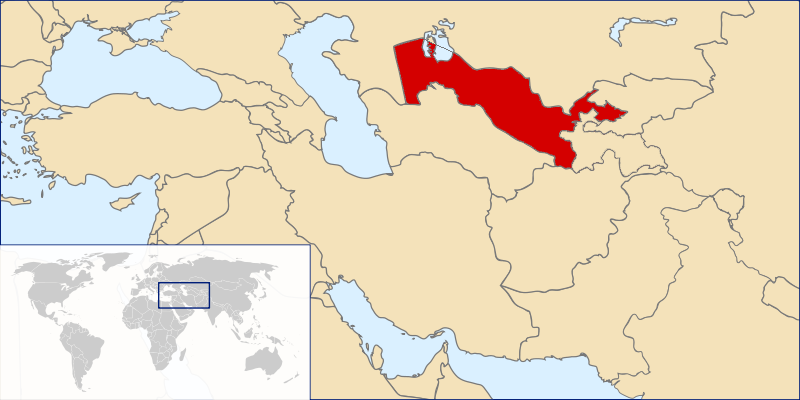
Położenie Uzbekistanu

## Prehistoria
Badania dowiodły, że człowiek przybył na tereny obecnego Uzbekistanu 40–50 tys. lat temu, co czyni ten kraj jednym z najdłużej zamieszkanych w regionie. Ludzie ci byli praprzodkami ludności, zasiedlającej później Europę, Syberię i Amerykę Pn. Region uznaje się też za kolebkę języków indoeuropejskich

## Epoka brązu
W latach 2200–1700 p.n.e. południe Uzbekistanu i Turkmenistanu zamieszkiwała zaawansowana cywilizacja epoki brązu, znana pod nazwą baktryjsko-margiańskiej (ang. Bactria–Margiana Archaeological Complex, BMAC). Była ona spokrewniona z cywilizacją Doliny Indusu, stanowiła mieszankę ludów autochtonicznych, nieindoeuropejskich. Obecnie ludność ta całkowicie zaginęła, wyparta przez ludy indo-aryjskie z zach. Kazachstanu. Warstwy archeologiczne (np. w Dżarkutan niedaleko granicy z Afganistanem) dowodzą istnienia cywilizacji o miejskim sposobie życia, w której znano i stosowano metody irygacji, uprawiano pszenicę i jęczmień oraz prawdopodobnie znano pewien rodzaj pisma. Od ok. roku 1700 p.n.e. Indoariowie zaczęli emigrować do Indii. Zostali zastąpieni przez irańskie plemiona pasterskie z Sogdiany, które zmieniły tu tryb życia na osiadły.
Wiadomo również o istnieniu innej kultury, znanej jako Tazabagyab. Pojawiła się ona ok. roku 1500 p.n.e. koło Chorezmu, na południe od Jeziora Aralskiego i jest kolebką ludów irańskich zach. Turkiestanu. Kultura ta zawierała elementy kultury andronowskiej, której zasięg rozciągał się od Uralu do jez. Bajkał, a na południu sięgał Syr-darii. Kultura andronowska była pierwszą, która dysponowała rydwanami bojowymi, ciągniętymi przez konie. Jej mieszkańcy żyli w osadach, uprawiali ziemię i hodowali zwierzęta. Umieli wytwarzać broń i narzędzia codziennego użytku z brązu.

## Persowie, Grecy i nomadzi

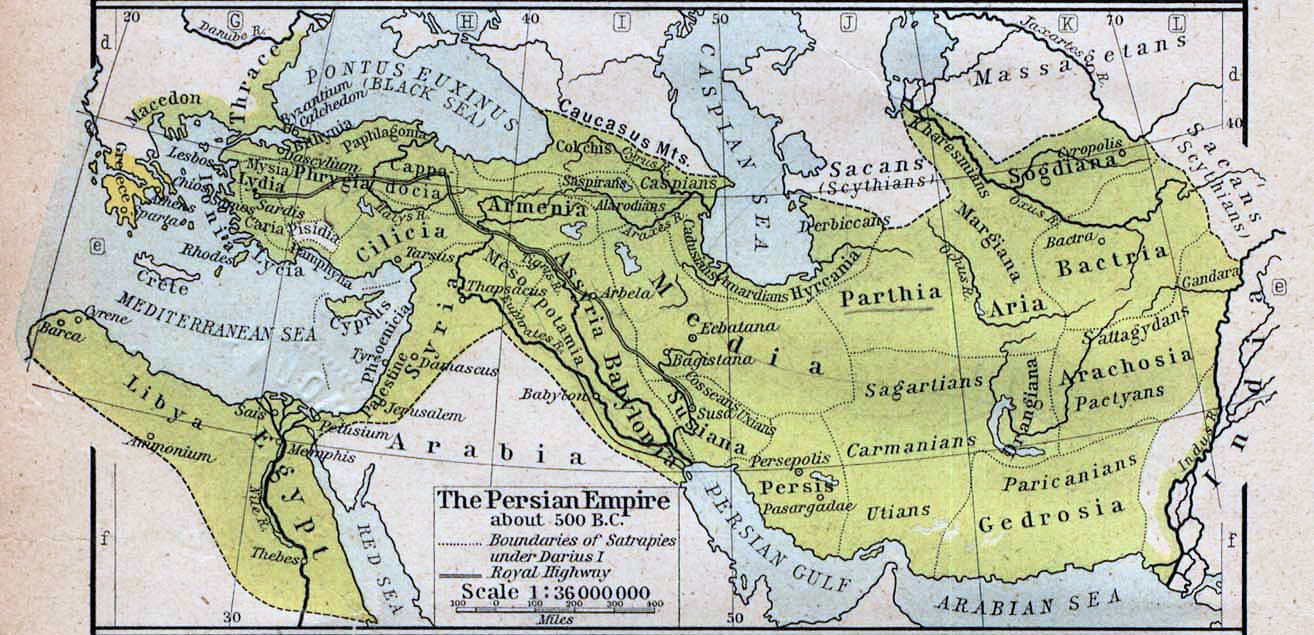
Imperium Achemenidów w okresie swego rozkwitu

### Sogdiana, Baktria i imperium Achemenidów
W starożytności na terenie Uzbekistanu dwoma głównymi organizmami państwowymi, zamieszkałymi przez ludy irańskie, były: Sogdiana w rejonie Samarkandy i Buchary oraz Baktria, zajmująca południe Uzbekistanu i północ Afganistanu. Mieszkańcy Indii nazywali Baktryjczyków bahlikâ, zaś Chińczycy znali ich pod nazwą daxia. Stolica Baktrii mieściła się w mieście Zariaspa, późniejsza Baktra (obecnie Balch). Z kolei Sogdyjczycy prawdopodobnie w V w. p.n.e. założyli Samarkandę – początkowo pod legendarną nazwą Maracanda. Sogdyjczycy i Baktryjczycy nigdy nie stworzyli wspólnego państwa; ich terytoria dzieliły się na księstwa, zorganizowane wokół miast.
Zoroastryzm, religia czysto irańska, mógł rozwinąć się w Baktrii. Awesta, święte księgi zoroastryzmu, wspomina o Sughda, być może w odniesieniu do Sogdiany – choć bardzo trudno podać datę powstania tych tekstów. Uważa się, że Sogdyjczycy byli osiadłymi Scytami.
Bardziej na północ, na wschód od Jeziora Aralskiego, mieszkały koczownicze plemiona Saków i Massagetów, oba ludy irańskie. Ci ostatni byli wojownikami, którzy za panowania królowej Tomyris zamordowali króla Persji Cyrusa Wielkiego. Zarówno u Massagetów, jak u Baktryjczyków czy Sogdyjczyków, rola kobiet w społeczeństwie jest wyjątkowo ważna.
Mieszkańcy królestw Baktrii i Sogdiany, jak też późniejszego Chanatu Chiwy, byli przeważnie rolnikami i doprowadzili do perfekcji techniki irygacji w dolinach rzek Syr-daria, Amu-daria i Zerawszan. Tworzyli wspólnoty o znacznej wielkości, wyrabiali ozdoby i przyrządy z metalu, zajmowali się handlem. Koczownictwo zaś rozwinęło się w rejonach pustynnych i górskich.
Po roku 500 p.n.e. powstało miasto Afrasiab koło Samarkandy. W muzeum przy tamtejszym stanowisku archeologicznym znajdują się najstarsze figurki pionków szachowych na świecie. Również znane są malowidła naścienne z Afrasiab, a samo miasto jest uznawane za jedną z kolebek języka perskiego.
Między rokiem 545 a 540 p.n.e. Cyrus Wielki, założyciel Imperium Perskiego, podbijał Azję Środkową. W wyniku tego Baktria, Sogdiana, Chorezm i Partia znalazły się w obrębie imperium Achemenidów.

### Aleksander Wielki i imperium Seleucydów

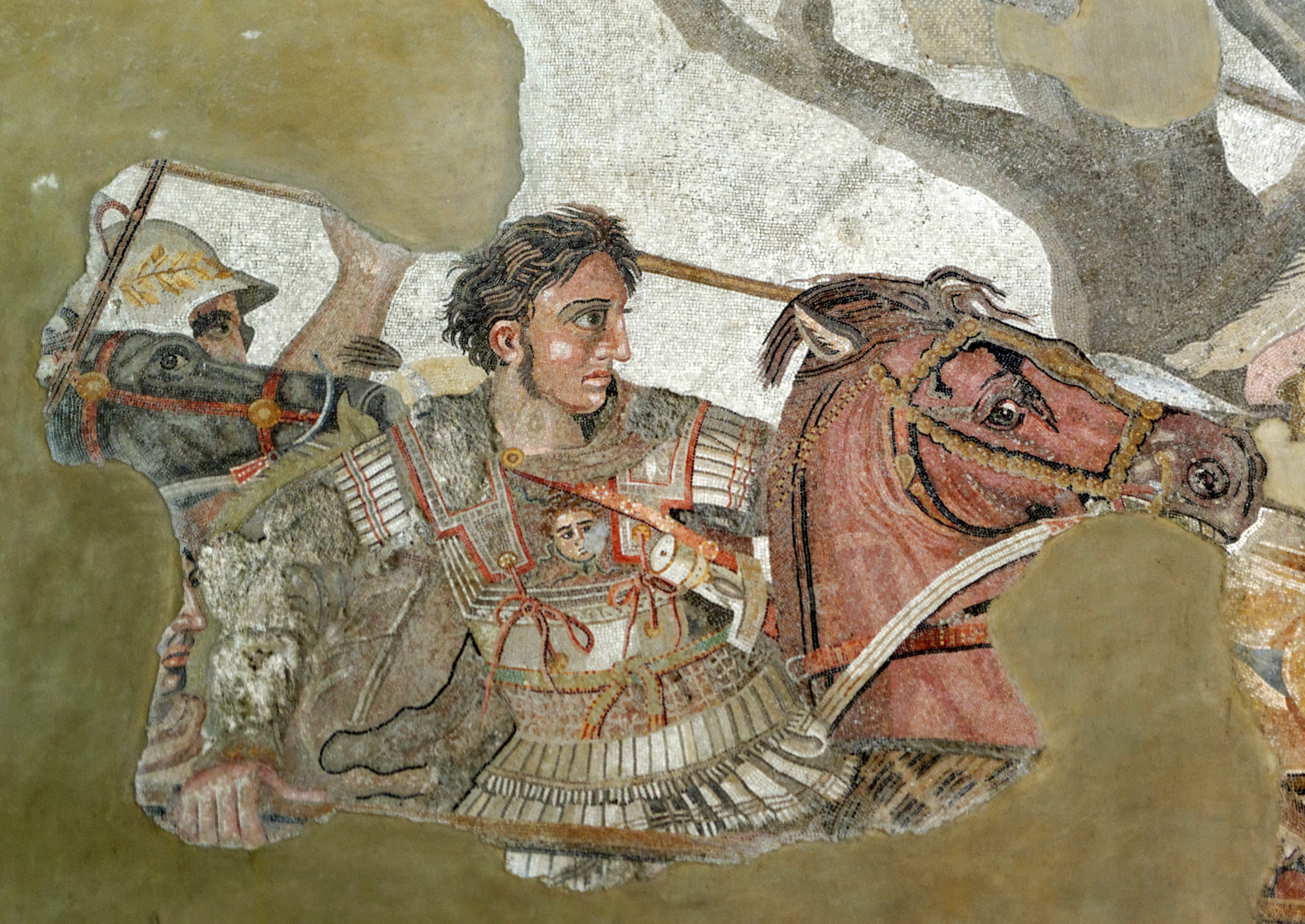
Aleksander Wielki na swoim koniu Bucefale

Aleksander Wielki podbił Sogdianę i Baktrię w roku 327 p.n.e. w czasie kampanii przeciwko Dariuszowi III Kodomanowi. Kampania ta położyła kres dynastii Achemenidów. Dwa lata wcześniej założył miasto Termez, które obecnie jest najbardziej na południe wysuniętym miastem Uzbekistanu.
Aleksander osiadł w Samarkandzie i ożenił się z Roksaną, córką Oxyartesa, lokalnego wodza baktryjskiego. Wziął go do niewoli w roku 327 p.n.e., przed zdobyciem twierdzy na górze Aornos, mającej opinię niezdobytej. To małżeństwo posłużyło Aleksandrowi w uśmierzeniu niezwykle ostrego sogdyjskiego ruchu oporu, dowodzonego przez Spitamenesa, który musiał powstrzymać działania swoich ludzi. Małżeństwo to stanowiło też preludium wydarzenia znanego jako śluby w Suzie, podczas których 10 tys. Greków ożeniło się z 10 tys. kobiet Wschodu w r. 324 p.n.e.

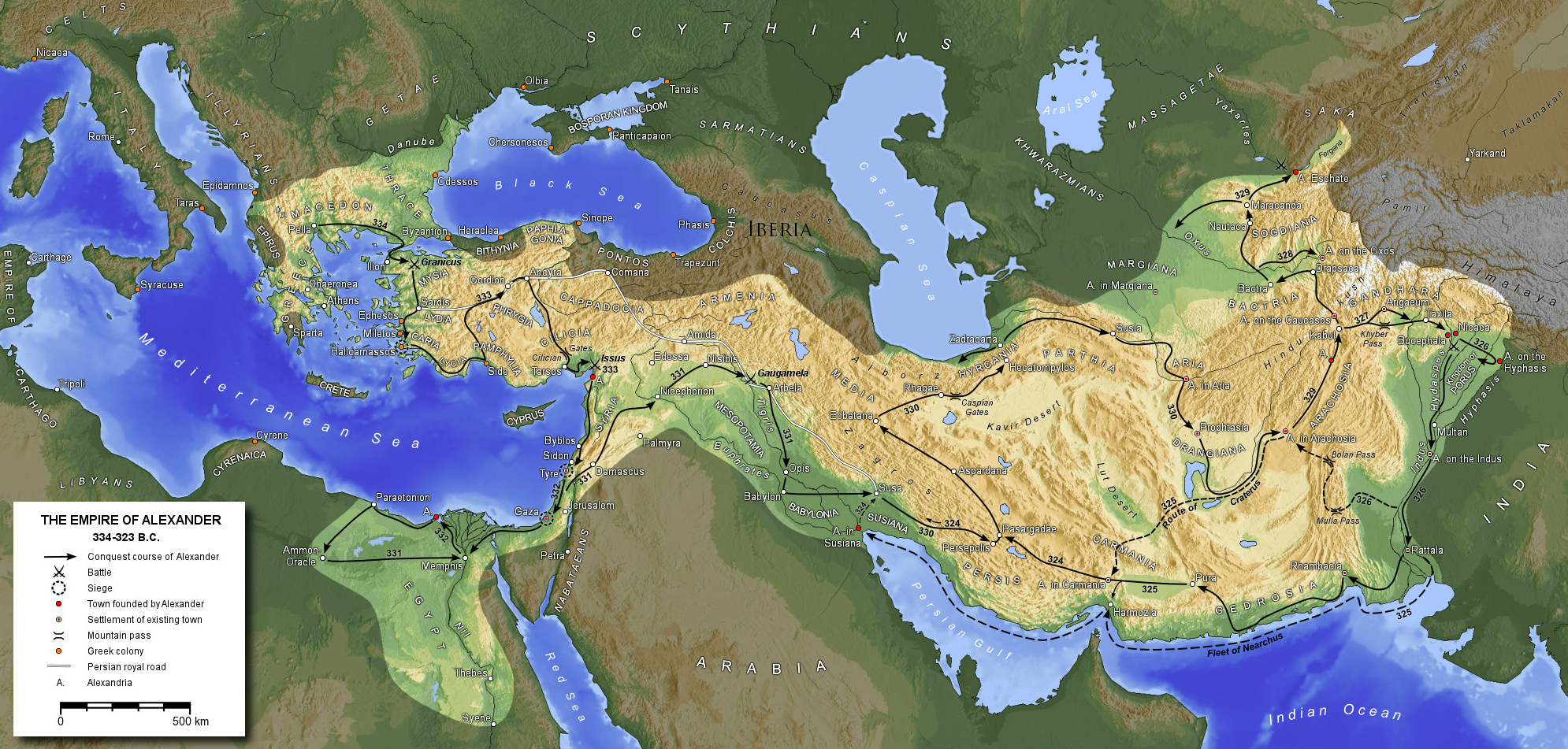
Imperium Aleksandra Wielkiego

Przed wyruszeniem na kampanię indyjską, Aleksander Wielki porzucił swoją siedzibę w Samarkandzie (323 p.n.e.), aby zdobyć cytadelę, usytuowaną w granicach obecnego Taszkentu. Na południe od niej polecił zbudować ufortyfikowane miasto, które nazwał Aleksandria Eschate (Kresowa).
Po śmierci Aleksandra w r. 323 p.n.e., północno-wschodnia część jego imperium, znana jako Transoksania (tzn. „położona za rzeką Oksus”, którą to nazwą starożytni Grecy określali Amu-darię), trafiła w ręce Seleukosa Nikatora, założyciela dynastii Seleucydów. Podczas jego panowania Baktria została zalana falą imigrujących tu Greków, przez co stała się najbardziej zhellenizowanym regionem ze wszystkich podbitych przez Aleksandra.
Pod panowaniem Seleukosa Kallinikosa Seleucydzi, zajęci swoimi problemami w Syrii, zaprzepaścili możliwość obrony swoich interesów w krajach Wschodu. Dlatego w r. 250 p.n.e. Diodotos I mógł stworzyć Królestwo Greko-Baktryjskie, z łatwością uwalniając się od zwierzchnictwa Seleucydów. Dynastia ta próbowała przywrócić swoje rządy w Baktrii (Eutydemos I, Antioch III Wielki), ale nie powiodło się jej to i musiała uznać niepodległość Baktrii. Okres ten charakteryzuje się intensywnym rozwojem miast oraz synkretyzmem grecko-orientalnym w sztukach, który osiąga swoje apogeum.

### Inwazje koczowników i początki Jedwabnego Szlaku

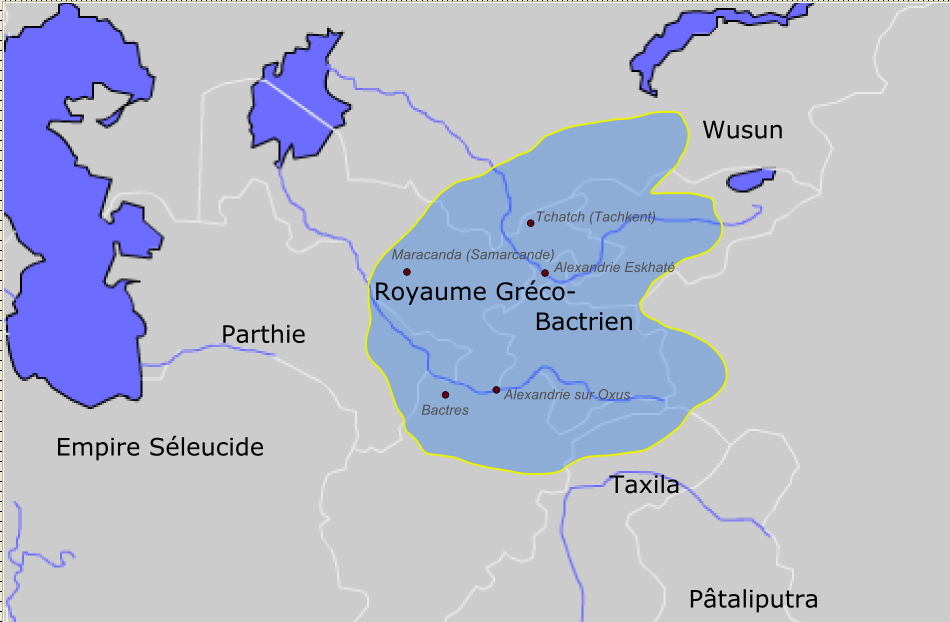
Królestwo Greko-Baktryjskie

Między I w. p.n.e. a II wiekiem n.e. terytorium Królestwa Greko-Baktryjskiego zawładnęli koczownicy z korytarza Gansu i kotliny Tarymu; przybyli zza gór na wschodzie indoeuropejscy Tocharowie i Sakowie. Państwo przeniosło się w wyniku tego na południowy wschód, przekształcając się ok. r. 190 p.n.e. w Królestwo Indo-Greckie.
W 115 r. zachodnią część Baktrii (między Uzbekistanem a Turkmenistanem) zajęli Partowie, wypychając stamtąd Saków bardziej na południe – na teren obecnego Afganistanu. Dzielili ten region z Tocharami, którzy panowali tam od r. 126 p.n.e.
W tej epoce synkretyzm religijny, praktykowany przez Partów, ewoluował stopniowo w stronę monoteizmu. Dzięki wpływom kapłanów, religią oficjalną imperium Sasanidów stał się zoroastryzm
Bardziej na wschód, na początku I tysiąclecia, z wielu pojedynczych księstw zaczęło kształtować się imperium Kuszanów – sto lat po zniszczeniu Królestwa Greko-Baktryjskiego przez nomadów. Zajmowali oni stopniowo Baktrię, część Sogdiany i Chorezm. Kuszanie byli odgałęzieniem Tocharów – nazywanych w źródłach chińskich Yuezhi, zamieszkującego pierwotnie tereny obecnie zamieszkiwane przez Ujgurów. W ciągu wieków cywilizacja Kuszanów usytuowała się na głównej arterii wymiany handlowej między Wschodem (Chiny) a Zachodem (Imperium Rzymskie) – na Jedwabnym Szlaku. Kuszanie sprowadzili buddyzm do Azji Środkowej i rozwinęli sztukę hellenistyczną Wschodu.
Powstanie Jedwabnego Szlaku – najdłuższej drogi handlowej lądowo-morskiej w starożytności (II wiek p.n.e.) – a przede wszystkim konieczność jego ochrony przed nieustannie nękającymi kupców złodziejami i bandami zbójców, spowodowało przesunięcie środka ciężkości imperium perskiego znad ujścia Tygrysu nad Amu-darię. Handel z Chinami stał się tak ważny, jak nigdy nie był handel z Grecją, a Transoksania znalazła się dokładnie w centrum przemian. Jedwabny Szlak nie służył do transportu wyłącznie jedwabiu do Europy – tą samą drogą przewożono również przyprawy, papier i porcelanę. Poza tym, szlak odgrywał istotną rolę w dyfuzji wierzeń religijnych (jak np. buddyzmu), idei i kultury. W ciągu swego istnienia Jedwabny Szlak pod każdym względem wzbogacił miasta, przez które przechodził – jak Samarkanda, Kokand czy Fergana.
Podsumowując, można powiedzieć, że dzieje Transoksanii między II wiekiem p.n.e. a III wiekiem n.e. były skomplikowane: różne królestwa, mniej lub bardziej efemeryczne, o niepewnym pochodzeniu, następowały po sobie, aby ostatecznie zostać startymi z mapy przez rosnące w siłę imperium Sasanidów. Niezależność zdołała utrzymać jedynie Fergana – miasto stanowiące kluczowy etap na Jedwabnym Szlaku.

### Persowie – imperium Sasanidów

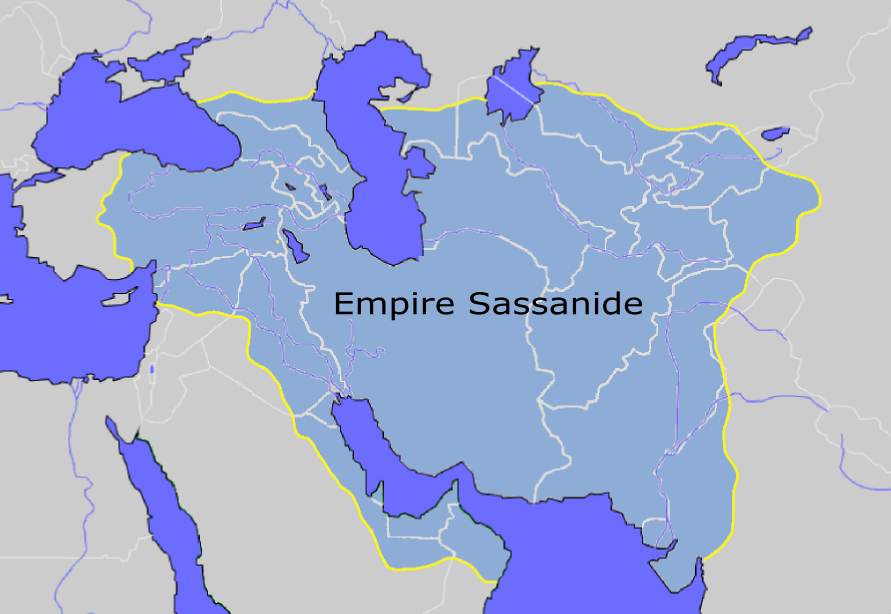
Imperium Sasanidów w okresie swego rozkwitu

Sasanidzi byli dynastią, pochodzącą z prowincji Fars (której nazwa stała się źródłosłowem dla nazwy Persja we wszystkich językach). Dynastię założył prawdopodobny potomek ostatniego Achemenidy, Dariusza Kodomana – Ardaszir I w 224 r. Pod panowaniem Sasanidów sztuka i kultura perska osiągnęły szczyt rozwoju, a ich wojska były w stanie skutecznie zatrzymać podboje Rzymu. Królestwo Sasanidów charakteryzowało się silną centralizacją władzy, silną urbanizacją kraju i zaawansowaniem technik rolniczych.

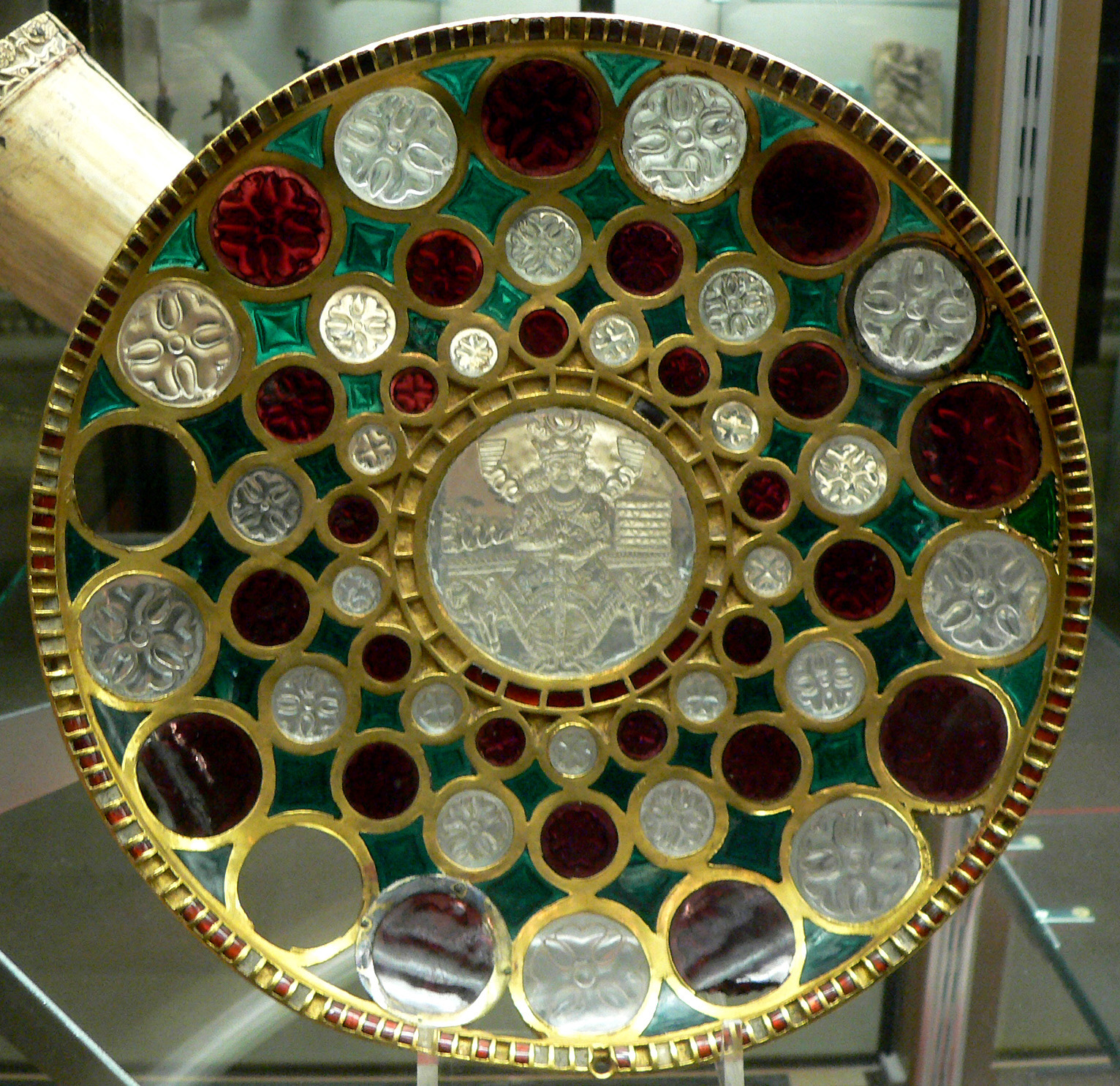
Puchar Salomona – przykład sztuki dynastii Sasanidów, pochodzący z Azji Środkowej

Już w III i IV wieku Sasanidzi próbowali zdobyć Transoksanię, ale ich postępująca ekspansja sprowokowała rewoltę koczowników kuszańskich, którzy odmówili włączenia swojego terytorium do państwa perskiego i wydali liczne bitwy Sasanidom. Nieco później, pod koniec IV wieku, pochód Sasanidów powstrzymali Hunowie, Chionici (Czerwoni Hunowie) i Kidaryci, utrzymując swój stan posiadania w Azji Środkowej, a nawet najeżdżając Persję.
W roku 427 król sasanidzki Bahram V pokonał ostatecznie Heftalitów (Białych Hunów), przybyłych do Azji Środkowej z Chin, przywracając panowanie perskie w tym regionie. Jego syn, Jezdegard II, umocnił je, eliminując sukcesorów królestwa Kuszytów – Kidarytów, związanych z Hunami, w innych czasach sprzymierzeńców Persów.
Dynastia Sasanidów kontrolowała przez ponad cztery wieki ogromne terytorium, obejmujące również Transoksanię. Rozwinęła wystawną sztukę pałacową, podejmowała wielkie prace z zakresu inżynierii lądowej i – korzystając ze swojej pozycji na Jedwabnym Szlaku – wychodziła zwycięsko z wojen prowadzonych na wschodzie z Hunami i Turkami, na zachodzie – z Rzymem.

## Heftalici (Biali Hunowie)
Król sasanidzki Jezdegard II musiał zmagać się z najazdami plemion koczowniczych Heftalitów od roku 442. Jego syn Peroz prosił Heftalitów, aby przysyłając swoje wojska, pomogli mu w odebraniu ojcu władzy. Dzięki tej pomocy, Peroz został królem Persji na lata 459–484. W dowód przyjaźni przekazał Heftalitom dystrykt Taliqan – na południowym wschodzie dzisiejszego Turkmenistanu. Jednak nie trzeba było długiego czasu, aby wybuchł nowy konflikt.
Heftalici byli wprawnymi wojownikami i już wspomnienie ich nazwy wprawiało ludność w przerażenie. Żołnierze perscy idący na wojnę z nimi czuli się jak skazani na śmierć, prowadzeni na szafot.
Peroz I umarł w 484 roku podczas bitwy z Heftalitami. Jego śmierć sprowokowała konflikty wewnętrzne w samej dynastii Sasanidów, wskutek czego zostali oni zmuszeni do oddania Heftalitom terenu obecnego Uzbekistanu i do zapłacenia kontrybucji.
Podbój doliny Tarymu zmusił Heftalitów do sojuszu z Rouranami. Ci ostatni ponieśli jednak decydującą klęskę w 552 roku z ręki kaganatu starotureckiego. Wtedy Turcy sprzymierzyli się z Sasanidami, aby ostatecznie pokonać Heftalitów w bitwie niedaleko Buchary, która według tradycji miała trwać 8 dni – ok. roku 563. Resztki państwa Heftalitów zostały podzielone na księstwa, z których jedne płaciły trybut Persom, inne – Turkom.
Heftalici po podbiciu Sogdiany przejęli tamtejszy język. W późniejszym okresie przeszli na osiadły tryb życia. Uważa się, że Heftalici są przodkami dzisiejszych Uzbeków.

## Turkuci

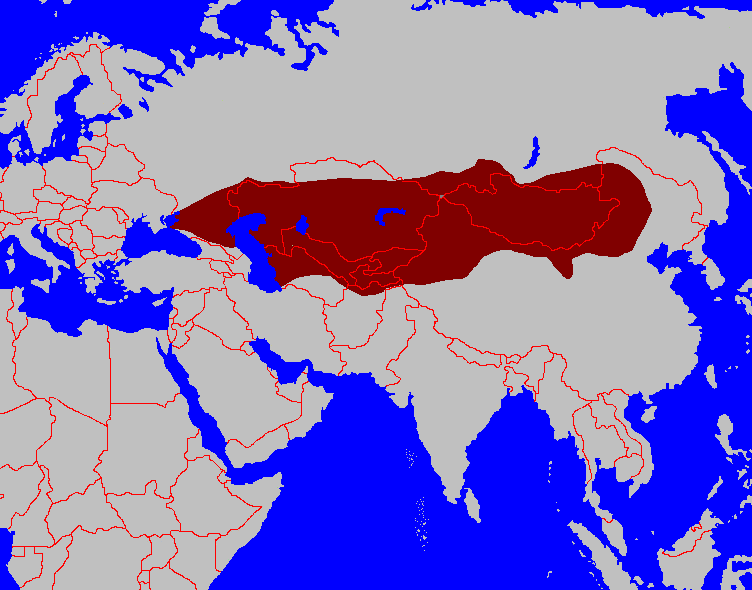
Imperium Turkutów

Turkuci stworzyli swoje imperium w 552 r. W 576 r. Mugan, syn kagana Bumyna, powierzył zachodnią część swojego państwa wujowi Istemiemu. Ten sprzymierzył się z Persami (Sasanidami) w celu pokonania Heftalitów. Po ich wyeliminowaniu dwaj sojusznicy podzielili między siebie terytorium obecnego Uzbekistanu, łącznie z Sogdianą, która wszczęła rebelię.
Rządy następcy Istemiego, kagana Tardu, charakteryzowały się dużym wpływem Chińczyków, którzy chcieli ostatecznie zakończyć istnienie państwa starotureckiego. Polityka Tardu doprowadziła do rozpadu kaganatu na dwie części: wschodnią, obejmującą m.in. obecną Mongolię, rządzoną przez Niwara, oraz zachodnią, obejmującą góry Tienszan i obszar obecnego Uzbekistanu i Kazachstanu, rządzoną przez Tardu.
Tardu został pokonany przez syna Niwara – Apa-kagana. Wprowadziło to spory chaos w kaganacie zachodnim, dopóki władzy nie objął nowy lider, znany jedynie z chińskiej wersji imienia Shegui. Jego brat i następca – Tong Jagbu (618–630) (również chińska wersja imienia) był potężnym władcą, który rozszerzył terytorium państwa m.in. na obecny Afganistan i północne Indie. Jednak w roku 630 niektóre plemiona wasalne, m.in. Karłucy, zbuntowały się i zamordowały Tonga. Kaganat zachodni znów się rozpadł. W latach 40. VII w. Chińczycy wypędzili Turków zachodnich z bogatych oaz w Kotlinie Tarymskiej, położonej na południu ich państwa. W 651 r. Turcy zachodni znaleźli się pod panowaniem kagana Helu (chińska wersja imienia). Poniósł on klęskę w 657 r. w bitwie z Chińczykami, którym pomagali Ujgurowie. Wówczas praktycznie cała Azja Środkowa znalazła się w rękach Chińczyków.
Pod panowaniem tureckim ludność obecnego Uzbekistanu w bardzo wysokim stopniu rozwinęła produkcję przedmiotów z metalu (złoto, srebro, ołów, miedź itp.) – głównie wskutek zapotrzebowania na broń i biżuterię – a także pismo. Rozwój handlu na Jedwabnym Szlaku wpływał znacząco na lokalną produkcję bawełny i jedwabiu.
Słynny podróżnik chiński Xuanzang odwiedził Taszkent i Samarkandę podczas swojej podróży do Indii w poszukiwaniu świętych tekstów buddyjskich.

## Arabowie
Podbijając i islamizując Samarkandę i Ferganę w 706 r., Arabowie pod dowództwem generała Kutajby Ibn Muslima, zdobyli tereny obecnego Uzbekistanu i Kirgistanu. Znaleźli się tym samym w bezpośrednim kontakcie z Chińczykami. W 751 roku, za panowania As-Saffaha, pierwszego kalifa z dynastii Abbasydów miała miejsce bitwa nad rzeką Tałas, zakończona zwycięstwem Arabów. Od tego czasu Arabowie siłą nawracali mieszkańców Azji Środkowej – do tej pory wyznawców zoroastryzmu – na islam.
Sogdyjczycy, którzy zaakceptowali nową religię, zostali zwolnieni z podatków. Ale duża liczba nawróceń spowodowała spadek dochodów z podatków, dlatego Arabowie nakazali nowo nawróconym obrzezanie i obszernie sprawdzali znajomość Koranu. Sprowokowało to rebelię.
W latach 720 i 721 Sogdyjczycy zniszczyli z pomocą Turków garnizon arabski w Samarkandzie. Mianowano wtedy nowego gubernatora Chorasanu, Saida ibn Amr al-Harashiego. Powstańcy przyjęli zaś strategię wycofywania się. Pod dowództwem Divashticha, króla Pendżykentu, schronili się w twierdzy Abargar na górze Mug. Tam, na prawym brzegu Zerawszanu, archeolodzy odkryli liczne dokumenty, zawierające cenne dane o społeczeństwie Sogdiany. Arabowie oblegali twierdzę w 722 r., ale musieli odstąpić.
W 728 r. gubernator Chorasanu, Ashras ibn Abdallah al-Sulami, zaproponował zwolnienie nowo nawróconych na islam z podatków, co spowodowało dokładnie taki sam efekt, jak pierwsza tego typu inicjatywa. Wkrótce Buchara stała się ośrodkiem powstania sogdyjskiego. Po ostrych walkach została opanowana w lecie 729 r. Samarkanda, rządzona przez króla Ghuraka, nie buntowała się. Mimo represji ze strony Arabów, opór Sogdiany nie malał. Szczególnie aktywny był w latach 733–734. Gubernator Nasr ibn Sajjar (738–748) zdecydował więc o wprowadzeniu w życie bardziej ugodowej polityki.

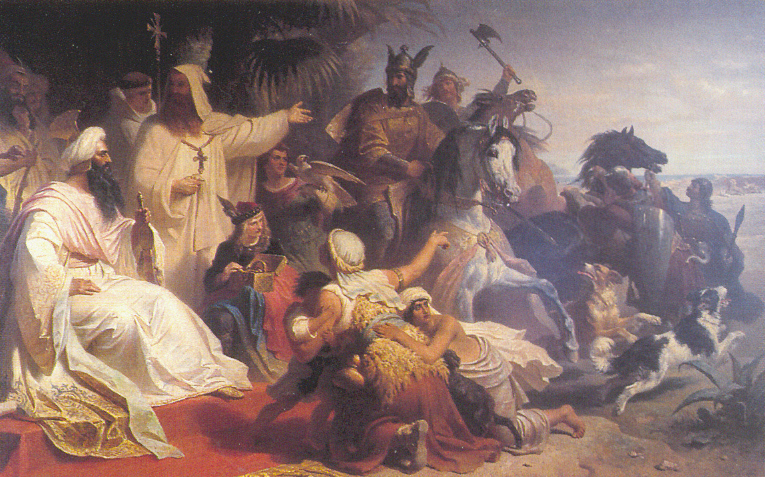
Harun Ar-Raszyd przyjmuje delegację z Zachodu

Panowanie arabskie w Azji Środkowej umocniło się po bitwie nad rzeką Tałas (751). Zwycięstwo arabskie, wyznaczające wschodni kraniec podbojów arabskich, było również idealną okazją do zapoznania się z różnymi wynalazkami chińskimi, jak np. produkcja papieru. Bardzo wcześnie zdano sobie sprawę ze znaczenia tego nowego nośnika pisma dla rozprzestrzeniania islamu, a Samarkanda stała się głównym ośrodkiem produkcji papieru w świecie muzułmańskim. Poza tym, Arabowie ulepszyli techniki jego produkcji, dodając do niego bawełnę. Harun ar-Raszid nakazał używanie papieru we wszystkich urzędach imperium. Tak więc dzięki podbojom arabskim w Azji Środkowej papier rozprzestrzenił się po całym świecie islamskim i na Zachodzie. W Bagdadzie pojawił się w 739 r., w Kairze – w 900, w Játivie – w 1056, we Francji – na pocz. XIV wieku.
Ludność Uzbekistanu wszczynała liczne rewolty przeciw Arabom. Najważniejsze miały miejsce w latach 720–722 w Sogdianie i w Chorasanie. Ostatecznie, w latach 747–750, pod dowództwem Kutajby Ibn Muslima, powstania upadły. Był to okres, gdy upadły też rządy dynastii Omajjadów, a zaczęły się rządy dynastii Abbasydów. Inne powstania wybuchały jeszcze w latach 801, 802 i 806 na terenie całej Transoksanii (lub też Mawarannahru, jak nazywali tę krainę Arabowie).
Aneksja Transoksanii przez Arabów spowodowała rozwój miast (Samarkanda, Taszkent, Termez, Buchara), rzemiosła, handlu (zwłaszcza międzynarodowego) oraz technik irygacji. W latach 750–850, pierwszym stuleciu rządów kalifów abbasydzkich, nauka arabsko-muzułmańska cieszyła się największym splendorem. Władcy płacili ogromne sumy za jakąkolwiek przetłumaczoną księgę i dlatego od IX wieku prawie wszystkie teksty napisane po grecku były też dostępne w języku arabskim. Pierwszorzędne znaczenie w tym okresie miał filozof Al-Farabi, urodzony właśnie w Transoksanii.
Wielki matematyk Muhammad ibn Musa al-Chuwarizmi, twórca zasad algebry, urodził się ok. 780 r. w Chiwie. Astronom Al-Farghani pochodził zaś z Fergany.

## Samanidzi
Samanidzi byli pierwszą dynastią perską, która zdobyła władzę w Uzbekistanie od czasu podboju przez Arabów.
W 819 r. kalif Al-Mamun nagrodził za wzorową służbę państwową czterech wnuków pewnego Persa, Samanchudy (ich imiona: Nuh, Ahmad, Ibrahim, Jahja), nadając każdemu we władanie jedną prowincję. Syn Ahmada, Isma’il, błyskawicznie zdobył kontrolę nad Transoksanią i Chorasanem i stał się gubernatorem prawie niezależnym, rezydując w Bucharze. Dolina Zerawszanu, Czacz (dzis. Taszkent), Samarkanda i Termez znalazły się w centrum imperium samanidzkiego i stały się ośrodkami rzemiosła i handlu (klejnoty, papier, skóra, tkaniny, jedwab itp.).
W 900 r. Amr Ibn Lajs, władca Sistanu z dynastii Saffarydów, próbował podbić Transoksanię. W 1005 r. Samanidzi utracili panowanie nad regionem.
Samanidzi, aby móc zabezpieczyć się przed opanowaniem przez sąsiadów z południa (Tahirydzi, Ghaznawidzi, Ghurydzi), z którymi konfliktowali się w X wieku, nie uciekali się jedynie do siły militarnej, ale także dbali o architekturę i sztukę. Rozwijali miasta i architekturę sepulkralną, tworzyli przedmioty z ceramiki bogato zdobione jaspisem.
Wielki lekarz i filozof, Awicenna, urodził się niedaleko Buchary w 980 r., zaś encyklopedysta Al-Biruni – na przedmieściach miasta Kath koło Urgenczu, w 973 r.

## Chanowie karachanidzcy, Turcy seldżuccy, imperium chorezmijskie

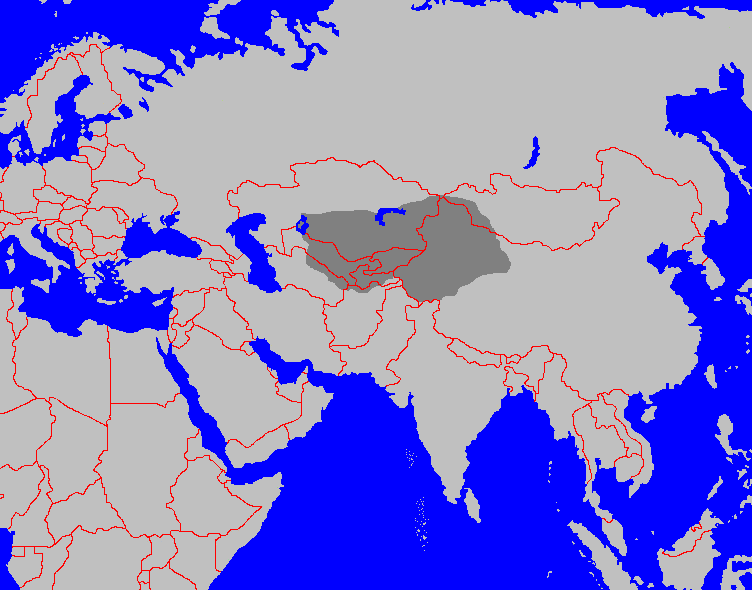
Chanat karachanidzki

Turecka dynastia Karachanidów, uważanych za przodków Uzbeków, panowała na terenie obecnego Uzbekistanu od końca wieku XI do 1212 r. W 920 r. Karachanidzi, których wodzem był wówczas Satuk Bughra-chan, masowo przeszli na islam. Za rządów Hasana Bughry-chana zdobyli Bucharę i Samarkandę 992. Nieco później Karachanidzi podjęli się podboju całej Transoksanii, rozpoczynając od zadania klęski rządzącym tam wówczas Samanidom w 999 r.
W 1040 roku Karachanidów pokonali Seldżukidzi. W tym momencie państwo Karachanidów rozpadło się na dwie części: zachodnią ze stolicą w Bucharze (przeniesioną w 1042 r. do Samarkandy) i wschodnią ze stolicą w Kaszgarze. W 1089 r. Seldżucy najechali królestwo zachodnie, rządzone przez Ahmada – zajęli Bucharę i Samarkandę. Mimo pozostawania pod formalnym zwierzchnictwem wasalnym Seldżuków, Karachanidzi z Transoksanii nadal intensywnie się rozwijali na polu architektury. Za panowania Mohammeda II (1120–1130) powstał w Bucharze minaret Kalyan.
W latach 1124–1128 Kotlina Fergańska trafiła w ręce plemion mongolskich z Chin. Ich władca ’Ala ad-Din Tekesz (1172–1200) podbił Persję (1194), pozbawiając urzędu ostatniego sułtana seldżuckiego, Tughrila III, którego władztwo obejmowało też część Transoksanii. Ale dzieła ostatecznego zniszczenia chanatu karachanidzkiego dokonał ’Ala ad-Din Muhammad II z Chorezmu w 1212 r.

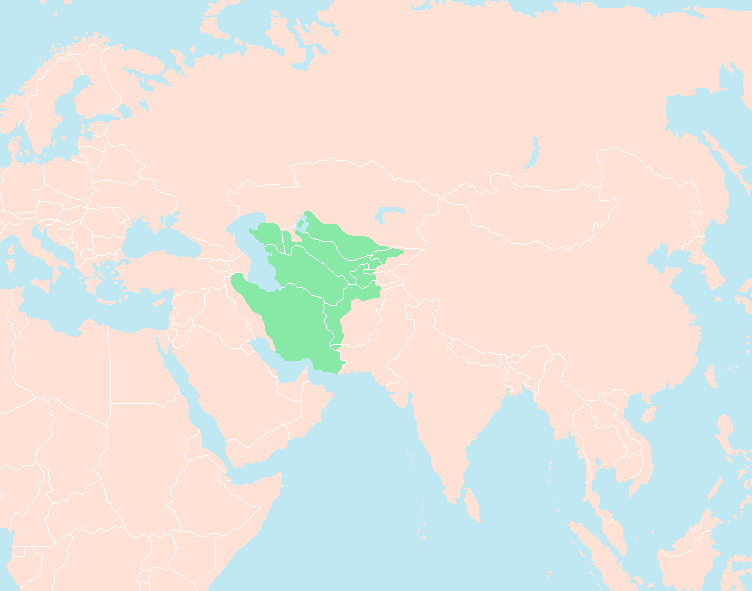
Imperium chorezmijskie

Szybki rozwój Chorezmu doprowadził do zatarć i sojuszy z Kipczakami (Połowcami, Kumanami) i Oguzami. Kampanie przeciwko tym ostatnim spowodowały ogromne zniszczenia w rolnictwie Azji Środkowej – poza dewastacją wynikłą z samych działań wojennych, wiele obszarów uprawnych zostało przekształconych w pastwiska przez koczowników kipczackich.
Imperium Chorezmijskie trwało krótko. W 1219 r. gubernator Otraru nad Syr-darią wymordował karawanę kupców szpiegujących dla Dżyngis-chana; posłów wysłanych, aby dowiedzieli się o powodach takiego postępowania, spotkał podobny los. Przyniosło to tragiczne konsekwencje. W 1220 r. Mongołowie zdobyli Uzbekistan, a Samarkanda i Buchara doświadczyły znacznych zniszczeń.

## Mongołowie i Turko-Mongołowie

### Czyngis-chan, Czagataj i Barłasowie
Zajęcie Samarkandy było częścią wielkich podbojów władcy mongolskiego Czyngis-chana, który pokonał chorezmijczyków. Czyngis-chan przekazał swoje państwo czterem synom, a seniorem mianował trzeciego – Ugedeja. Teren obecnego Uzbekistanu dostał się drugiemu synowi Czyngis-chana – Czagatajowi.
Chanat czagatajski został założony w 1229 roku i obejmował oprócz Uzbekistanu także Kirgistan, Turkmenistan, Tadżykistan, południe Kazachstanu, zachodni Sinciang i północny Afganistan. Istniał do czasów Tamerlana jako autonomiczna część imperium mongolskiego (ułus).
W pierwszej połowie XIV wieku chanat czagatajski dzielił się na dwie części: wschodnią – Mogolistan, zamieszkały przez koczowników, i zachodnią – Transoksanię, zamieszkałą przez ludność osiadłą. Panowanie Czagataidów trwało do 1346 r., kiedy ostatniego chana z tej dynastii zamordował wódz plemienia Karnau, Kazaghan, który sam ogłosił się emirem.
Ród Kazaghana zakończył się na jego synu Abdallahu, który panował w Uzbekistanie do początku lat 60. XIV w. i został również zamordowany. W kraju zapanował chaos. Koczownicy turko-mongolscy ze wschodniego Mogolistanu, lepiej zorganizowani militarnie, wykorzystywali sytuację i przeprowadzali liczne ataki, które osłabiały władzę w Transoksanii. Wówczas na scenie pojawiło się plemię Barłasów, które zaczęło zyskiwać na ważności. Wkrótce kontrolę przejął Tamerlan – początkowo wódz Barłasów, potem również innych plemion regionu.

### Tamerlan i jego następcy

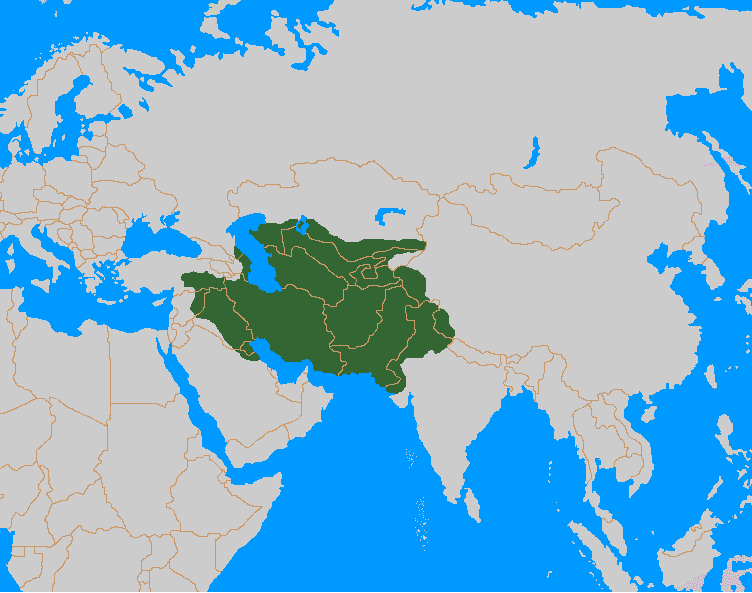
Imperium Tamerlana

Tamerlan (1336–1405) urodził się w Shahr-e Sabz niedaleko Samarkandy. Był członkiem plemienia Barłasów, a także wielkim dowódcą wojskowym i erudytą w zakresie sztuki i literatury. Był dalekim krewnym Czyngis-chana. Był dowódcą bezlitosnym i dumnym, cierpiał też na niedowład w nogach. Pod koniec życia kazał swoim ludziom, żeby nieśli go na swoich ramionach, aby mógł walczyć.
W 1369 r. został wybrany wielkim emirem Samarkandy, miasta, które uczynił swoją stolicą. Odbudował ją po zniszczeniu przez żołnierzy Czyngis-chana w 1220 r. Sprowadzał tam wiele utalentowanych osobistości (artystów, rzemieślników, mędrców), których brał w niewolę podczas swoich licznych kampanii.
Jego imperium obejmowało dużą część terenu obecnych państw Azji Środkowej. Przetrwało tylko wiek i upadło w 1507 r., trafiając w ręce uzbeckiej dynastii Szejbanidów. Mimo swego krótkiego życia, państwo to było miejscem narodzin wielu wielkich arcydzieł kultury, sztuki i nauki, przede wszystkim Samarkanda i Herat. Dlatego też XV wiek w Azji Środkowej określa się jako „renesans Tamerlana”.

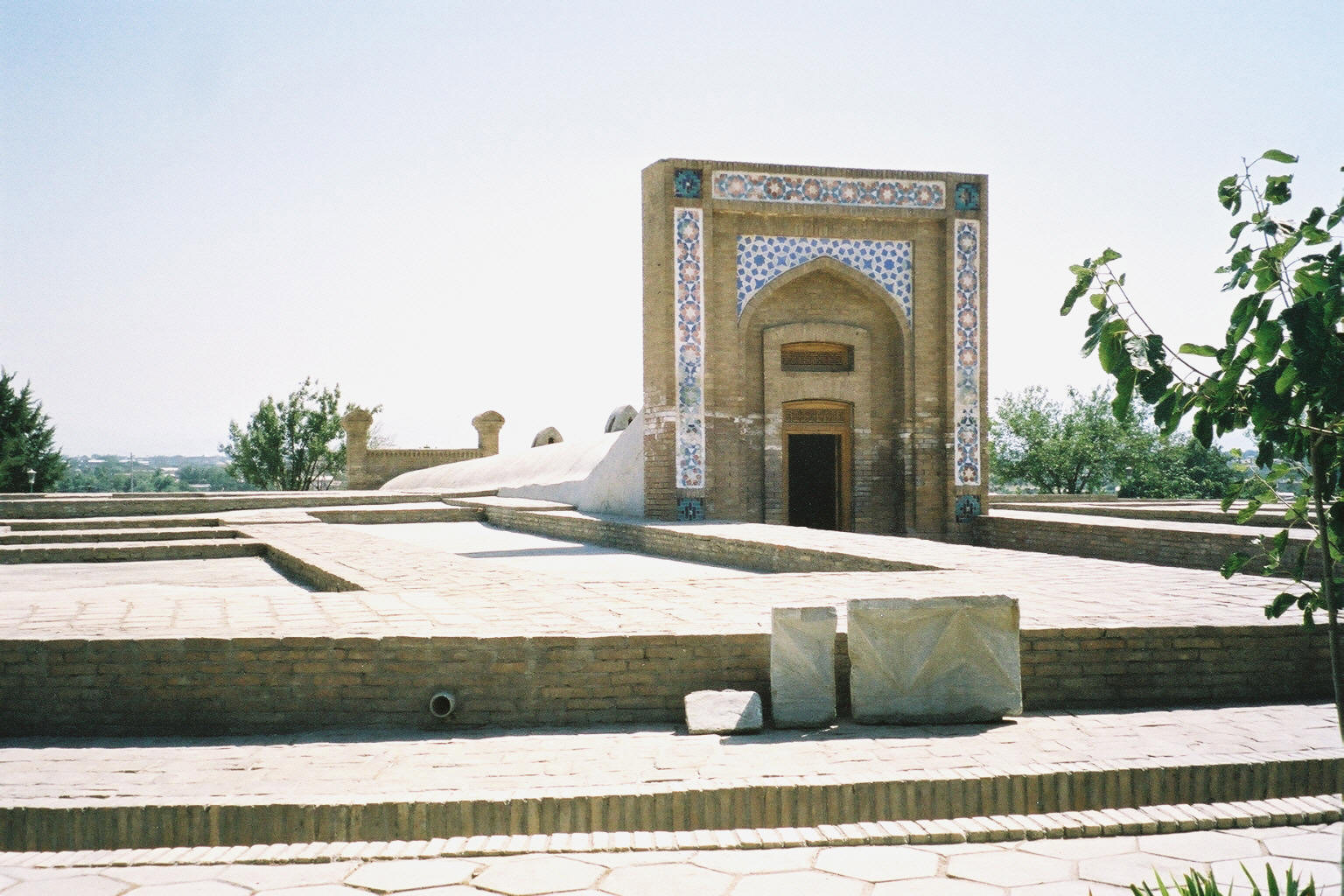
Obserwatorium astronomiczne zbudowane przez Uług-Bega w Samarkandzie

W 1420 r. regent Uług Beg (wnuk Tamerlana) zlecił budowę medresy w Samarkandzie. Prawdopodobnie on sam, osobiście, prowadził w niej zajęcia, w 1429 roku założył też obserwatorium, w którym pracował z 70 matematykami i astronomami, jak Ghijas ad-Din Kaszi. Po śmierci swojego ojca, a syna Tamerlana – sułtana Szahrucha – w 1447 r. Uług Beg wstąpił na tron, ale szybko wdał się w konflikt ze swoim synem, Abd al-Latifem. Abd al-Latif zamordował go w 1449 r., samemu obejmując władzę, ale rok później popełnił samobójstwo.
Medresa Uług Bega istniała do XVII wieku. Ale życie kulturalne w II poł. XV wieku koncentrowało się w Heracie, gdzie żył i tworzył poeta i filozof Ali Szer Nizamaddin Nawoi, twórca nowoczesnego języka uzbeckiego.

## Pierwsi Uzbecy
Szejbanidzi, dynastia muzułmańska pochodząca od Szibana, syna Dżocziego (przybrany syn Czyngis-chana), pierwotnie składali się z 15 000 rodzin i osiągnęli taką liczebność, że niemożliwe stało się utrzymanie ich w jedności. W 1429 r. potężny chan Abu al-Chajr zjednoczył plemiona koczowników, żyjące między rzeką Toboł, Uralem i Syr-darią pod nazwą Ułusu Uzbeckiego. Tak więc po raz pierwszy w historii pojawiła się nazwa Uzbek, ale na razie nie oznaczała narodu. Pochodziła od imienia chana Ozbega, który szerzył islam w Złotej Ordzie.
Abu al-Chajr próbował stworzyć stałe państwo uzbeckie, ale został zamordowany w 1468 r. przez mieszkańców obecnego Kazachstanu. Jego bratanek, książę Muhammad Szejbani, wraz ze swym bratem Mahmudem, założył chanat uzbecki. Później z pomocą kupców astrachańskich zdobył miasta Buchary i Samarkandy. Zmarł w trakcie walk z Persami w 1510 roku.
Inni sułtani szejbanidzcy, Ilbars i Bilbars, zdobyli Chiwę w 1511 r. Jednak chanat nie był pewien swojego terytorium, dopóki w 1512 roku nie pokonał Babura – późniejszego twórcy dynastii Wielkich Mogołów. Ale nawet wówczas państwo nie stało się zjednoczone i silne.
Chanat uzbecki próbował również wyciągać korzyści z ruchu karawan, które przejeżdżały przez to państwo, ale handel międzynarodowy znacznie osłabł w tamtych czasach. Poza tym, pod panowaniem Abdallaha II z Buchary, chanat przeżywał zahamowanie rozwoju kulturalnego z powodu silnych wpływów religii w państwie.
Dynastia Szejbanidów wygasła w 1598 r. wraz z zabójstwem chana Abd al-Mumina. W drugiej połowie XVII wieku w chanacie Buchary doszła do władzy dynastia wywodząca się z Astrachania – Dżanidzi, potomkowie Dżocziego. Duża część plemion uzbeckich, pochodzących od Abu al-Chajra, przeniosła się na północ, przeważnie w dolinę rzeki Czu – dając początek narodowi kazaskiemu.

## Panowanie Babura w Ferganie

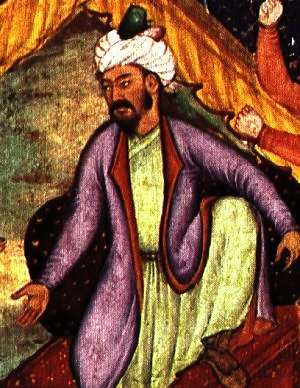
Portret Babura na jednej z miniatur

Kolebka zoroastryzmu, Fergana, odgrywała w średniowieczu znaczącą rolę w historii Imperium Mogołów w Azji Południowej i w Indiach, którego twórcą był Babur.
Po śmierci Umara Szajcha, władcy Fergany (1498), jego syn Babur (1483–1530), mimo młodego wieku, został wodzem, który kontrolował wschodnią część terytorium obecnego Uzbekistanu. Potomek Tamerlana po mieczu i Czyngis-chana po kądzieli, zasiadający już na tronie, miał obsesyjną chęć poszerzania swojego terytorium.
Tak więc w 1497 r. próbował zdobyć Samarkandę, co do której uważał, że ma dziedziczne prawo. Ale powstanie wzniecone przez szlachtę zmusiło jego wojska do wycofania się. Próbował na nowo w 1501 r., ale został pokonany przez swego głównego wroga, Muhammada Szejbaniego, chana Uzbeków. Po trzech latach bezowocnych prób odzyskania swoich utraconych włości, zebrał najwierniejsze oddziały, przeszedł Hindukusz, zdobywając twierdzę Kabul, która stała się stolicą nowego królestwa.
W 1510 r. po śmierci Muhammada Szejbaniego Babur znów zwrócił się w stronę swoich dawnych posiadłości, tym razem z pomocą szacha Persji Isma’ila I. W 1511 r. wkroczył triumfalnie do Samarkandy, ale w 1514 r. na nowo doznał klęsk z rąk chanów uzbeckich i musiał wycofać się do Kabulu.

## Trzy chanaty powstałe po upadku Chanatu Czagatajskiego

### Chanat Chiwy
Chanat Chiwy był najstarszym z trzech chanatów uzbeckich. Istniał w latach 1512–1920 na południe od Jeziora Aralskiego. Jego stolica początkowo znajdowała się w Köneürgenç, ale potem została przeniesiona do Chiwy, małej fortecy – po tym, jak niespodziewanie rzeka Amu-daria zmieniła bieg w 1598 r. Po kilku wiekach Chiwa stała się jednym z ośrodków świata islamskiego, zanim w 1873 roku weszła w skład imperium rosyjskiego.

### Chanat i Emirat Buchary

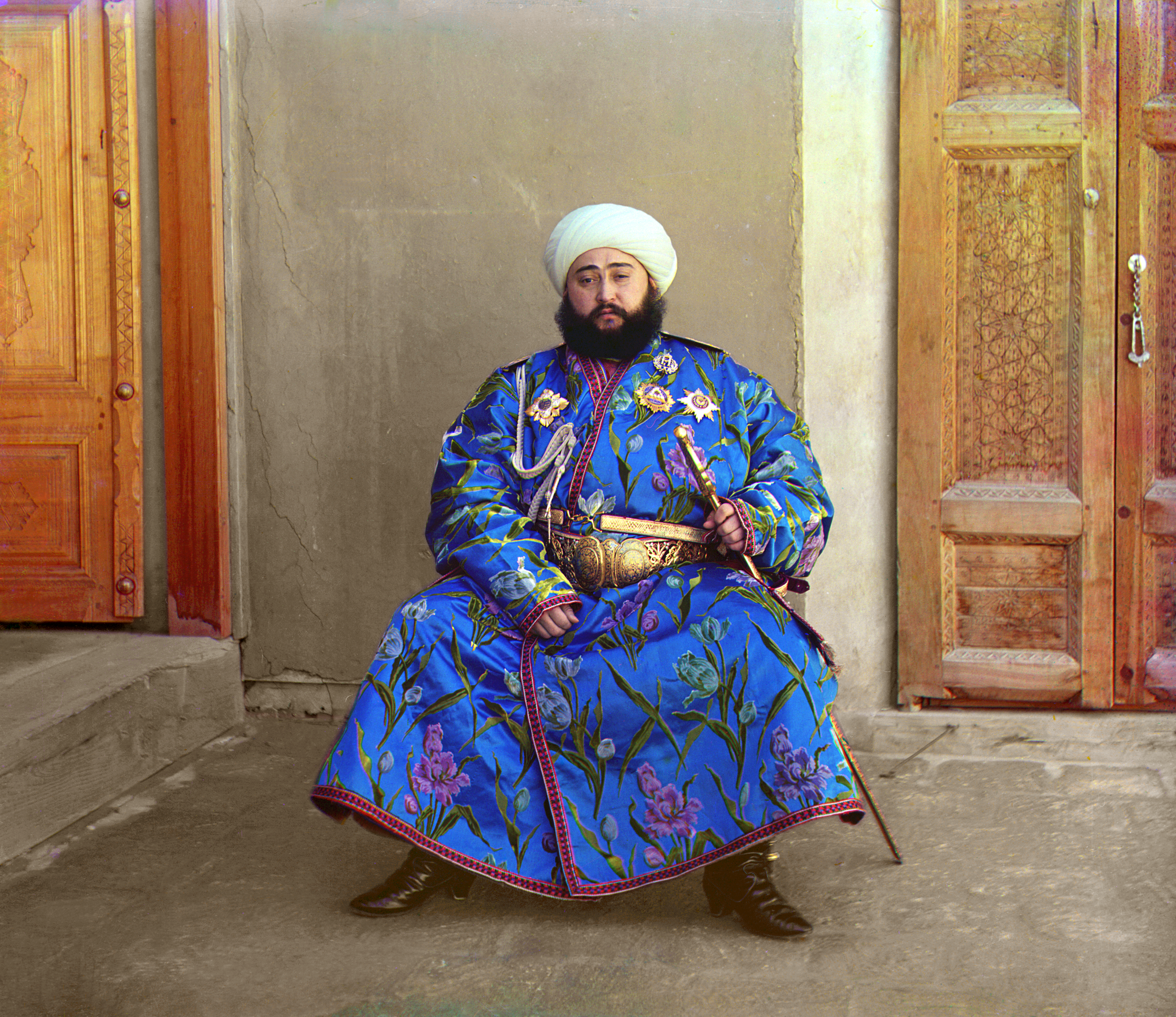
Mohammed Alim Khan (1880 – 1944), pochodzący bezpośrednio od Czyngis-Chana, ostatni emir Buchary

Emirat Buchary (1599–1920) był państwem, które władało nie tylko stołeczną Bucharą, ale i Samarkandą. W latach 1599–1785 rządziła tam dynastia Dżanidów, po usunięciu potomków Dżocziego – Szejbanidów. W XVII wieku Dżanidzi zbudowali dwie z trzech medres znajdujących się na placu Registan w Samarkandzie.
Chanat Buchary przemianował się na „emirat” w 1785 r. po podboju przez władcę Persji Nadir Szacha. W 1868 r. emirat Buchary stał się protektoratem Rosji. Krótko po rosyjskiej wojnie domowej Armia Czerwona zdobyła Bucharę – 2 sierpnia 1920 roku. Chanat ostatecznie stracił niepodległość, stając się Bucharską Ludową Republiką Radziecką, którą w 1924 roku włączono częściowo do Uzbeckiej SRR, a częściowo do Tadżyckiej SRR

### Chanat Kokandu
Chanat Kokandu, którego korzenie tkwią w Ferganie, istniał między 1709 a 1876 rokiem na terenie obecnego Uzbekistanu, Tadżykistanu i Kirgistanu. Wielkie hordy koczowników kirgiskich i kazaskich szybko stały się wasalami chanatu.
Na początku XIX wieku Kokand dokonał aneksji Taszkentu. Na tym tle rodziły się niesnaski między Kokandem a Chanate Buchary, który też miał ochotę na Taszkent. Zatargi wykorzystał rosyjski generał Michaił Czerniajew, przeprowadzając udaną ofensywę na Taszkent w 1865 roku. Po wyczerpującej wojnie Chanat Kokandu został w 1876 roku włączony do Imperium Rosyjskiego, otwierając Rosjanom drogę do pozostałej części Azji Środkowej.

## Pod rządami carów Rosji
Rosjanie zapanowali nad Azją Środkową pod koniec XIX wieku. Walki rozpoczęły się od brawurowego zdobycia Szymkentu (ob. Kazachstan) przez gen. Czerniajewa w 1864 roku. Rosjanie objęli władzę nad koczownikami kazaskimi, nad Chanatem Buchary i Chanatem Chiwy. Następnie zajęli Uzbekistan wraz z Taszkentem (1865). Ze zdobytych terytoriów utworzono jednostkę administracyjną pod nazwą Generalna Gubernia Turkiestanu. W 1867 roku Taszkent stał się stolicą Turkiestanu.
Władze carskie faworyzowały uprawę bawełny w Turkiestanie kosztem tradycyjnych upraw ekstensywnych. Produkcja i dystrybucja była kontrolowana przez Rosjan, co powodowało konflikty z miejscową ludnością. Rosjanie stosowali także różne środki, aby propagować język rosyjski w podbitych rejonach Azji Środkowej.

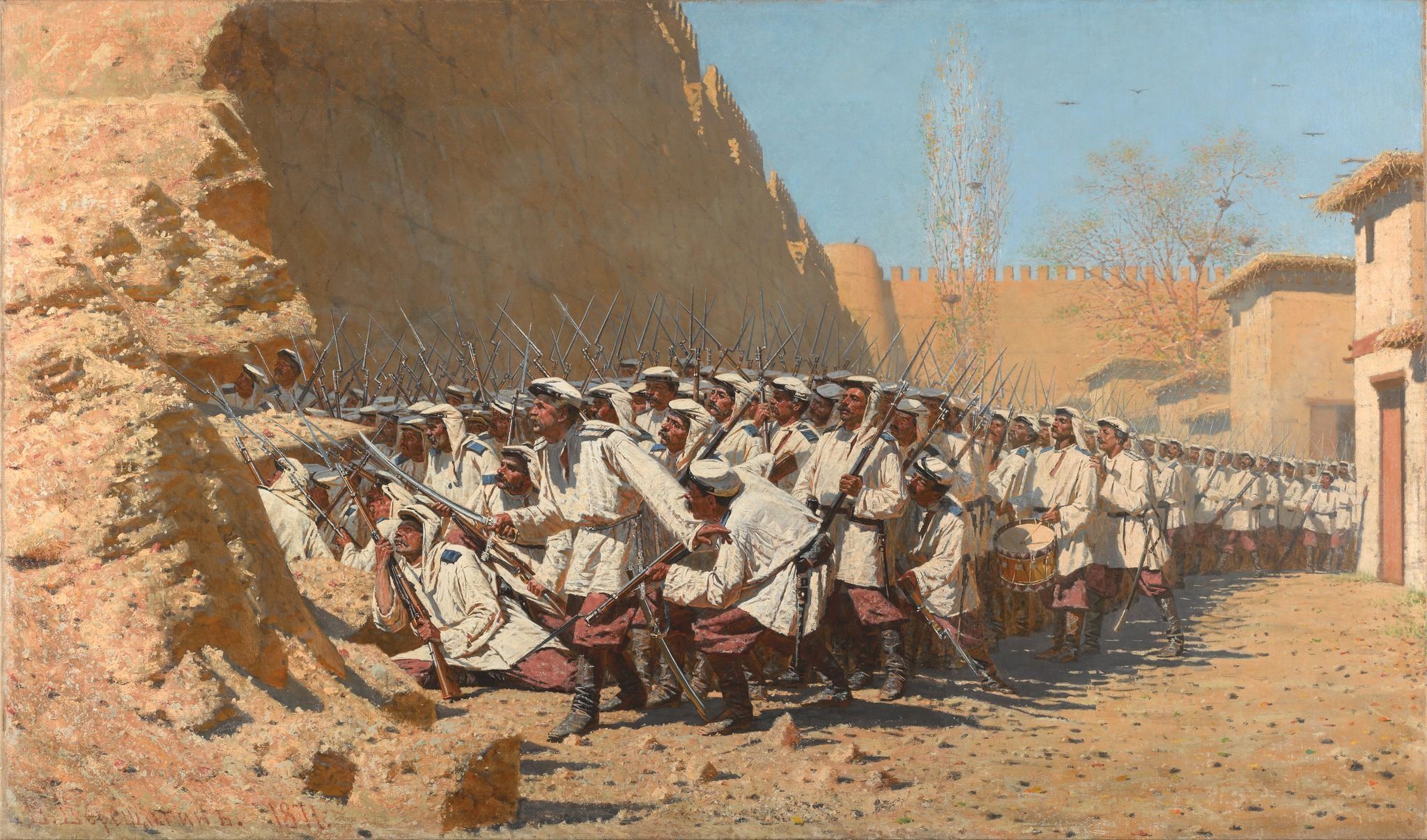
Oddziały rosyjskie zdobywają Chiwę

W marcu 1876 w wyniku licznych bitew, w ręce Rosjan dowodzonych przez generałów Konstantina Pietrowicza Von Kaufmana i Michaiła Skobelewa dostał się Chanat Kokandu. Chanaty Buchary i Chiwy stały się rosyjskimi protektoratami już w 1868 roku, a całkowicie straciły niepodległość w 1920 r., gdy zostały zjednoczone w ramach Turkiestańskiej Autonomicznej SRR.
W 1916 r. Uzbecy zbuntowali się przeciw władzom rosyjskim, ale powstanie zostało ostro stłumione przez cara.
Aneksje rosyjskie doprowadziły do powstania nowych relacji społeczno-kulturalnych i do wymiany handlowej między kupcami rosyjskimi i uzbeckimi, jak też do rozwoju edukacji, przemysłu i kolei, co wpłynęło na rozwój społeczno-gospodarczy regionu.

## Epoka sowiecka

### Powstanie narodu uzbeckiego
Bolszewicy, którzy przejęli władzę w Rosji po rewolucji październikowej, spotkali się z silnym oporem ze strony nacjonalistów uzbeckich – basmaczy. Po stłumieniu tego oporu, komuniści próbowali szukać sprzymierzeńców wśród postępowych muzułmanów – ponieważ zauważyli, że zbyt ostre represje powodują, że muzułmanie z Turkiestanu przechodzą na stronę Białych. Szczególnie jednak niepokoił komunistów ruch panturecki (panturkizm, panturanizm), co sprawiło, że zlikwidowano Turkiestańską ASRR.

Flaga Uzbeckiej Socjalistycznej Republiki Radzieckiej

Uzbekistan jako republika radziecka i jako naród zjednoczony i oddzielony od innych narodził się 27 października 1924 roku, po tym, jak różne organizmy terytorialne istniejące w Azji Środkowej (część Turkiestanu oraz republik Buchary i Chiwy) zgrupowano w Uzbecką SRR. Pięć republik Azji Środkowej powstało jako skutek nowego podziału terytorialnego, obmyślonego przez ówczesnego komisarza do spraw narodowości, Józefa Stalina, na podstawie rozmieszczenia ludności należącej do poszczególnych narodowości. W ten sposób liczne enklawy uzbeckie wytworzyły się na terytorium Kirgistanu i Tadżykistanu – i odwrotnie. W 1936 r. Uzbecka SRR wchłonęła Karakałpacką ASRR, która wcześniej stanowiła część Kazachskiej ASRR (gdyż ta z kolei stała się republiką związkową – Kazachską SRR).

### Pod rządami Stalina
W 1928 r. Stalin zarządził przymusową kolektywizację wszystkich gospodarstw ZSRR. Rewolta basmaczy uzbeckich (którzy byli głównie pochodzenia chłopskiego), trwająca w latach 1916–1926, rozgorzała na nowo i nie zakończyła się do lat 40.
W latach 1937–1938 – latach Wielkiej Czystki – stracono wielu funkcjonariuszy i nacjonalistów uzbeckich, jak np. Fajzulla Chodżajew, jeden z pierwszych przywódców Uzbeckiej SRR. Obiektem represji stał się także islam, gdyż Stalin chciał przekształcić swoje państwo w całkowicie ateistyczne. Większość meczetów zamknięto, a wielu działaczy religijnych stracono.
Podczas wielkiej wojny ojczyźnianej Uzbekistan przyjął wiele rodzin z zajętej przez hitlerowców części ZSRR, łącznie z licznymi ofiarami wojny, co przyspieszyło rusyfikację republiki – zwłaszcza jej stolicy, Taszkentu. Część zakładów przemysłowych, przeniesionych z europejskiej części ZSRR, umieszczono i pozostawiono w Uzbekistanie po wojnie, co wpłynęło na uprzemysłowienie regionu.

### Po wojnie
Walka o równouprawnienie kobiet zakończyła się sukcesem. W latach 50. niewiele z nich nosiło już czador, a wszystkie dziewczęta pobierały taką samą edukację, jak chłopcy. Analfabetyzm, w 1924 r. prawie powszechny, w latach 50. został praktycznie zlikwidowany.
4 stycznia 1966 zorganizowano w Taszkencie konferencję indyjsko-pakistańską, przywracającą wzajemne stosunki między tymi krajami.
26 kwietnia 1966 roku Taszkent i jego okolice zostały poważnie zniszczone przez trzęsienie ziemi. Zainicjowano wtedy szeroki program odbudowy dzięki udziałowi wszystkich republik radzieckich. Spowodowało to czwartą falę imigracji rosyjskiej do Uzbekistanu (po tej z czasów kolonialnych, z lat 20. i w czasie II wojny światowej).
Po roku 1966 Taszkent znacząco się rozwinął, przekształcając się w najliczniej zaludnione i najnowocześniejsze miasto Azji Środkowej. W latach 60., 70. i 80. organizowano tam prestiżowy międzynarodowy festiwal filmów z krajów Azji, Afryki i Ameryki Łacińskiej.

#### Problem bawełny
Tematem nierozerwalnie związanym z historią Uzbekistanu lat 1960–1980 jest intensywny rozwój uprawy bawełny, zarządzonej przez Moskwę jako „specjalność” Uzbekistanu w ramach „specjalizowania” republik radzieckich w poszczególnych gałęziach przemysłu. Planiści radzieccy ustalili produkcję 6 mln ton uzbeckiego „białego złota”. Ten nieokiełznany rozwój, nie biorący pod uwagę warunków uprawy, miał katastroficzny wpływ na ekologię regionu: nieproporcjonalnie wysokie użycie nawozów sztucznych i defoliantów zatruło glebę i wody, a nadmierny pobór wód Amu-darii i Syr-darii tak osuszył Jezioro Aralskie, do którego obie te rzeki uchodzą, że jego powierzchnia w ciągu 40 lat zmalała dwukrotnie.
Presja wywierana przez Moskwę, aby produkować coraz więcej bawełny wymusiła na władzach uzbeckich konieczność fałszowania statystyk. Za (wyimaginowane) wysokie wyniki produkcji bawełny cała Republika, a także poszczególni oficjele, otrzymywali wysokie premie. W ten proceder był zaangażowany przewodniczący KC Komunistycznej Partii Uzbekistanu (i przywódca całej Republiki) Szaraf Raszydow wraz z otoczeniem, a także zięć samego Leonida Breżniewa, Jurij Czurbanow. Gdy w 1983 r. cała afera wyszła na jaw, główna osobistość sowieckiego Uzbekistanu, Raszydow, zmarł na zawał serca.
Mimo całej wagi tych zarzutów i mimo widocznej wśród obecnych uzbeckich władz chęci utrzymania w zapomnieniu całego okresu sowieckiego, Raszydow jest uznawany za przywódcę, który przyczynił się do rozwoju Republiki i który – dzięki przyzwoleniu z Moskwy na pewną autonomię – używał subtelnie swoich wpływów i interpretował zarządzenia władz centralnych na korzyść Republiki Uzbeckiej.

#### „Problem uzbecki” i jego konsekwencje polityczne
Po ujawnieniu „afery bawełnianej” z 1983 r., z Moskwy popłynęły liczne oskarżenia o korupcję. Wszczęto śledztwo federalne, kierowane przez Telmana Gdliana i Nikołaja Iwanowa. W rezultacie prawie cały skład władz Uzbekistanu został wymieniony, a część urzędników – aresztowana. Przywrócono bezpośrednią kontrolę Moskwy nad republiką – zwłaszcza za rządów byłego szefa KGB, Jurija Andropowa. Przywódcy uzbeccy byli wymieniani stosunkowo często, aby – w pojęciu władz centralnych – nie wytworzyła się nowa struktura korupcyjna. Funkcję tę (Przewodniczącego Najwyższej Rady Uzbeckiej SRR) do r. 1990 pełnili kolejno: Inamżon Usmanchodżajew (1983), Akił Salimow (1983-86), Rafik Niszanow (1986-87), Pułat Chabibullajew (1988-89) i Mirzaolim Ibragimow (1989–1990).

#### Pogromy Turków meschetyjskich
W czerwcu 1989 roku, w szczycie pierestrojki, miał miejsce szereg aktów przemocy w Kotlinie Fergańskiej, które przekształciły się w autentyczne pogromy skierowane przeciwko Turkom meschetyjskim – ludności tureckiej, deportowanej z Gruzji w 1944 roku przez Stalina. Około 40 000 Turków uciekło z Uzbekistanu, z czego ok. 15 000 do Rosji. Przyczyna tych pogromów nie jest pewna: nie wiadomo, czy były konsekwencją nacjonalizmu uzbeckiego, czy też raczej zaostrzenia się konfliktów narodowościowych, wybuchających w całym Związku Radzieckim na początku lat 90.

#### Upadek ZSRR
Jako beneficjenci licznych subwencji, zasilających budżet republiki, Uzbecy byli zagorzałymi zwolennikami utrzymania istnienia Związku Radzieckiego w czasach, gdy rozbrzmiewały głosy żądające liberalizacji systemu. W referendum, zorganizowanym przez Michaiła Gorbaczowa w 1991 r. w kwestii dalszych losów ZSRR, przytłaczająca większość Uzbeków opowiedziała się za utrzymaniem imperium.
Po licznych negocjacjach większość republik radzieckich, łącznie z Uzbekistanem, zaakceptowała nowy traktat związkowy, ustanawiający federację, w ramach której miały istnieć niepodległe republiki, ze wspólnym prezydentem, polityką zagraniczną i obronną. Traktat miał zostać podpisany 20 sierpnia 1991 roku, ale zastrzeżenia Ukrainy spowodowały, że władze uzbeckie przyjęły pozycję wyczekującą. Rosja zadeklarowała wtedy wyższość ustaw rosyjskich nad radzieckimi. Przewidując upadek ZSRR, Najwyższa Rada Uzbeckiej SRR zadecydowała o niepodległości kraju – 31 sierpnia 1991 roku. Niepodległość została później potwierdzona w nowym referendum – teraz już przeważająca większość obywateli głosowała „za”.

## Czasy niepodległości
21 grudnia 1991 roku niepodległy Uzbekistan stał się członkiem Wspólnoty Niepodległych Państw, zrzeszającej 12 spośród 15 byłych republik radzieckich. 2 marca 1992 roku zaś stał się członkiem ONZ oraz UNESCO. 15 czerwca 2001 roku wszedł w grono państw członkowskich Szanghajskiej Organizacji Współpracy.
W latach 2006–2008 był członkiem Euroazjatyckiej Wspólnoty Gospodarczej. W latach 1994–1999 i 2006-2012 był członkiem Organizacji Układu o Bezpieczeństwie Zbiorowym.

### Rządy Karimova

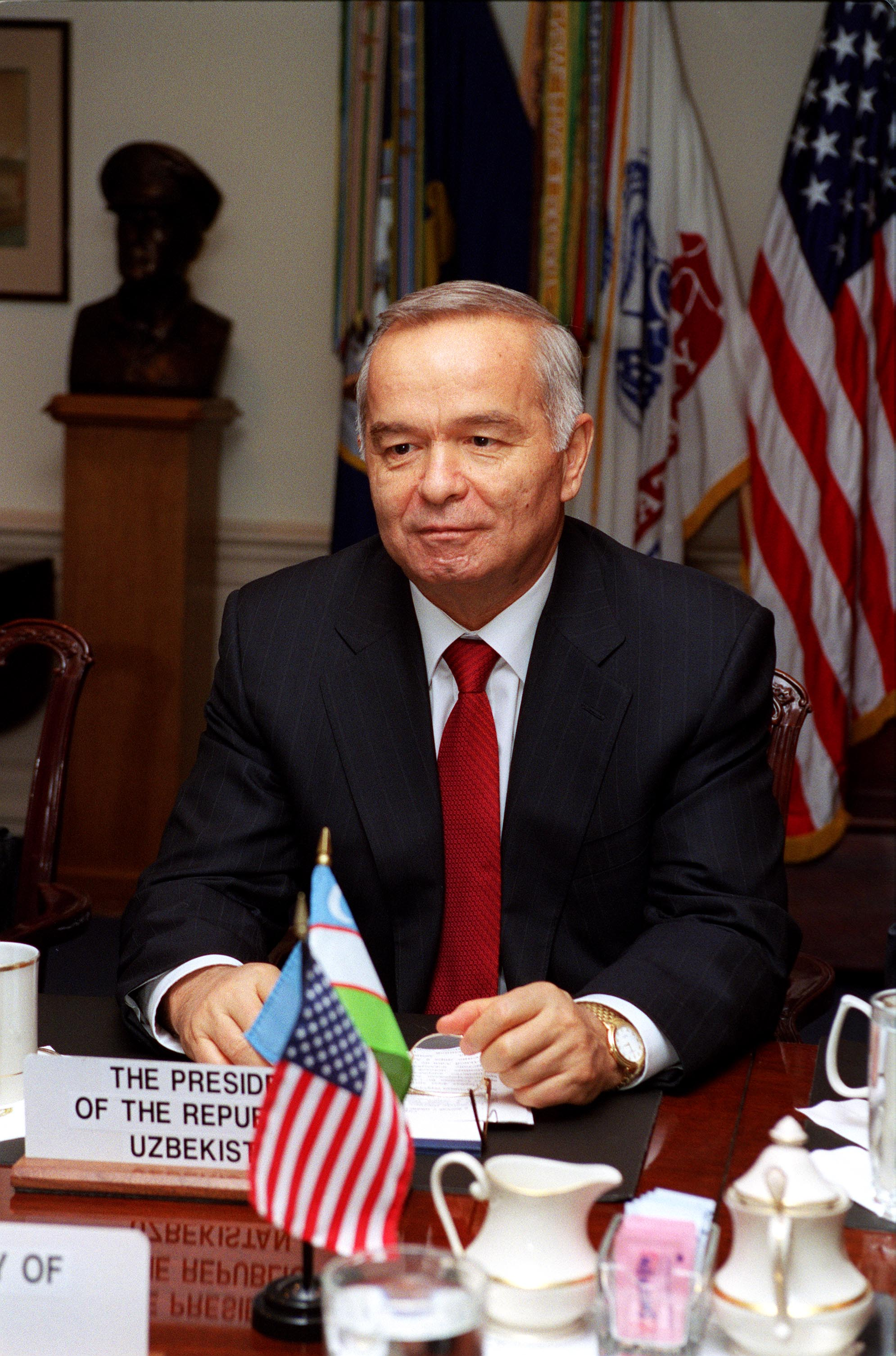
Islom Karimov – prezydent Uzbekistanu w latach 1991–2016

Po uzyskaniu niepodległości, Uzbekistan znalazł się pod rządami Isloma Karimova, który już od 1989 roku rządził Uzbecką SRR jako pierwszy sekretarz KC Komunistycznej Partii Uzbeckiej SRR, a od 1990 roku jako pierwszy (i jedyny) Prezydent Uzbeckiej SRR. W pierwszych w historii niepodległej republiki wyborach prezydenckich, które odbyły się 29 grudnia 1991 roku, Karimov uzyskał 87,10% głosów czym zapewnił sobie mandat do sprawowania władzy. Islom Karimov uzyskiwał kolejne reelekcje w 2000, 2007 i 2015 roku, startując w wyborach jako kandydat początkowo Partii Ludowo-Demokratycznej (powstałej w 1991 z przekształcenia Komunistycznej Partii Uzbeckiej SRR), a następnie Partii Liberalno-Demokratycznej (założonej w 2003 z inicjatywy Karimova).
Wybory parlamentarne z 26 grudnia 2004 roku pozwoliły prezydentowi na przedłużenie mandatu, choć zostały skrytykowane przez dwudziestu międzynarodowych obserwatorów z ramienia OBWE, której członkiem jest Uzbekistan.
Pod rządami Karimova działalność wszystkich partii opozycyjnych, nawet umiarkowanych, została zakazana, a dysydenci, przede wszystkim islamscy, byli represjonowani. Pomimo faktycznego funkcjonowania pięciu ugrupowań politycznych i ich różnic programowych, wszystkie partie dopuszczone do startu w wyborach parlamentarnych były lojalne wobec polityki prezydenta. Media i wszystkie aspekty życia społecznego, politycznego i gospodarczego, jak też kultura, znalazły się pod nadzorem i cenzurą aparatu państwowego.
Islom Karimov zmarł 2 września 2016 roku w Taszkencie w wieku 78 lat. Uroczystości pogrzebowe odbyły się dzień później, 3 września w Samarkandzie – rodzinnym mieście Karimova. W pogrzebie wzięli udział przedstawiciele 17 delegacji zagranicznych m.in. premier Kazachstanu Karim Masimow i premier Gruzji Giorgi Kwirikaszwili.

### Terroryzm islamistyczny
Ze względu na niechętną wobec islamizmu politykę rządu, w latach 90. wybuchło powstanie dżihadystyczne wywołane przez Islamski Ruch Uzbekistanu. Jego głównym celem było utworzenie w Uzbekistanie państwa muzułmańskiego. Następnie rozszerzył on swoje plany na całą Azję Centralną, w której miałby zostać utworzony ponadnarodowy kalifat, głosząc radykalnę poglądy ruch zdobył poparcię Al-Kaidy.
16 lutego 1999 w Taszkencie miało miejsce 6 eksplozji, w czym jedna z nich naprzeciwko parlamentu, tuż po przybyciu prezydenta Karimova. Wybuchy zabiły 16 osób i raniły 130, spowodowały także poważne szkody w budynkach rządowych, jak też w siedzibie Banku Narodowego. Władze uwierzyły, że był to zamach na życie prezydenta, dokonany przez siły islamskie.
W 2004 roku miały miejsce dwa akty terroru, również w stolicy, do których przyznał się ruch islamski Hizb at-Tahrir: w końcu marca jedna z eksplozji skierowana przeciw siłom porządku na bazarze Chorsu, zaś w końcu lipca dwa równoległe zamachy samobójcze – przed ambasadami USA i Izraela. Od tej pory milicja była wszechobecna, kontrole przeprowadzane były w najbardziej uczęszczanych miejscach i w punktach wylotowych z miasta. Klimat polityczny powrócił do normalności i wybory parlamentarne (26 grudnia 2004 i 9 stycznia 2005) odbyły się już bez zakłóceń.

### Umiarkowane reformy gospodarcze
Po odzyskaniu niepodległości prezydent Karimov realizował strategię stopniowych reform gospodarczych, nakierowanych przede wszystkim na osiągnięcie samowystarczalności energetycznej i żywnościowej kraju oraz na przyciągnięcie inwestorów zagranicznych. W pewnym stopniu ta polityka przyniosła sukces – niektóre firmy miejscowe utworzyły spółki joint venture z organizacjami zagranicznymi, jak np. z Daewoo. Niewątpliwie, wzrost gospodarczy jest uzależniony od regularnych dopływów surowców. Rozwój gospodarczy silnie zależy od przychodów z eksportu, które stanowią 40% PKB kraju. Był on hamowany wskutek złych zbiorów bawełny, której Uzbekistan jest czwartym producentem na świecie.
Oprócz tego, bez żadnej realnej strategii reform, władze mnożyły swoje błędy, jak np. rezygnacja z wymienności waluty narodowej w 2003 roku, co wywołało tarcia z MFW. Prowadzono także restrykcyjne akcje przeciwko małym i średnim przedsiębiorstwom, co spowodowało zatrzymanie wielu projektów. Jedynie drobny handel uliczny i firmy mogły importować towary, co pozwoliło im działać, podczas gdy ogólna gospodarka znajduje się – oficjalnie lub de facto – pod silnym wpływem państwa.
Faktycznie, rząd wstrzymał liberalizację gospodarki i prywatyzację ze strachu przed konsekwencjami w społeczeństwie, i tak już zbiedniałym (27% ludności żyje poniżej progu biedy, a średnie dochody są najniższe od 1997 roku), a także w celu ochrony interesów gospodarczych najbardziej wpływowych udziałowców rynku, zbliżonych do kręgów rządzących. Akcje podjęte w 2004 roku w celu ratowania pogrążonej gospodarki wywołały protesty społeczne.

### Rozruchy w Andiżanie
W piątek 13 maja 2005 roku liczna grupa mężczyzn zaatakowała więzienie w Andiżanie w celu uwolnienia setek osób, m.in. 23 handlowców, oskarżonych o terroryzm islamski. Zajęto również urzędy administracji regionalnej, gdzie zorganizowano trybunę, na której wielu mieszkańców krytykowało w przemówieniach rząd i służby bezpieczeństwa. Aby stłumić rozruchy, władze wysłały wojsko, które otworzyło ogień do pokojowej manifestacji. Władze zaprzeczają tej wersji, twierdząc, że chodziło o destabilizację kraju.
Różne organizacje pozarządowe, jak Międzynarodowy Komitet Czerwonego Krzyża, określały liczbę zabitych na 500-1000 osób, podczas gdy rząd przyznawał się do 187 ofiar. Organizacje broniące praw człowieka i wolności prasy alarmowały o tych faktach i prosiły społeczność międzynarodową o przeciwdziałanie.
14 listopada wydano wyroki na 15 oskarżonych, wynoszące od 14 do 20 lat więzienia. Liczni obserwatorzy z organizacji pozarządowych, jak Human Rights Watch, powtarzały zarzuty tortur. Po wydaniu wyroku Unia Europejska zakazała wstępu na swój teren niektórym ważnym osobistościom, jak np. ministrom spraw wewnętrznych i obrony, których bezpośrednio oskarżono o przeprowadzenie represji w Andiżanie.
Unia Europejska zakazała wstępu 12 wysokim funkcjonariuszom państwowym (wśród których nie było prezydenta Karimova) i nałożyła embargo na sprzedaż broni do Uzbekistanu

### Stosunki ze Stanami Zjednoczonymi i Rosją
Krótko po zamachu z 11 września prezydent Karimov zgodził się pomóc Stanom Zjednoczonym w „wojnie przeciw terroryzmowi” i zdecydował, że kraj będzie służył jako baza do przeprowadzania operacji w trakcie wojny w Afganistanie. Uzbeckie instalacje wojskowe, jak np. baza powietrzna K2 w Dżanabadzie, były wykorzystywane przez koalicję. Dzięki tej pomocy, władze uzbeckie mogły liczyć na współpracę gospodarczą i wojskową ze Stanami Zjednoczonymi, co pomogłoby rozwiązać problemy gospodarcze i polityczne.
Jednak w końcu 2002 roku Uzbekistan uznał, że jego zależność w różnych kwestiach, wynikająca z zainstalowania się Amerykanów w jego bazach, jest zbyt duża. Dodatkowo, po rozruchach w Andiżanie kraje zachodnie i organizacje obrony praw człowieka rozpoczęły wojnę medialną przeciw Uzbekistanowi, próbując wywrzeć na reżimie presję polityczną i gospodarczą.
Stosunki uległy pogorszeniu. Poza tym, ONZ przeprowadziło repatriację ponad 450 obywateli zbiegłych do baz amerykańskich. 30 lipca 2005 roku Taszkent zareagował, zamykając dla Amerykanów wszystkie bazy na swoim terenie i reorientując swoją politykę zagraniczną ku Rosji, która nie skrytykowała pacyfikacji rozruchów w Andiżanie. Uzbekistan został członkiem Euroazjatyckiej Wspólnoty Gospodarczej – organizacji pod auspicjami Moskwy.

### Stosunki z sąsiadami z Azji Środkowej
Stosunki z państwami Azji Środkowej są wciąż napięte z powodu zaszłości historycznych, gospodarczych i politycznych (jak np. problem wytyczenia granic, zwłaszcza w Kotlinie Fergańskiej). Spotkanie prezydenta Karimova z prezydentem Turkmenistanu Saparmuratem Nijazowem pozwoliło na wznowienie dialogu, który utknął w martwym punkcie od 2002 roku. Uzbekistan aspiruje – podobnie, jak jego sąsiad Kazachstan – do pozycji regionalnego lidera, co doprowadza do spięć z kolejnymi sąsiadami – Tadżykistanem i Kirgistanem. Uzbekistan, który zawsze wspierał relacje z Uzbekami z Afganistanu, zmienił swoją strategię, zbliżając się do Iranu – w celu realizacji projektów, które pozwoliłyby na przerwanie izolacji komunikacyjnej kraju.
W styczniu 2004 roku w Taszkencie zainaugurowało działalność centrum regionalne do walki z terroryzmem.

### Rządy Mirziyoyeva
8 września 2016 roku, 6 dni po śmierci prezydenta Karimova, połączone izby parlamentu zadecydowały o powierzeniu pełnienia obowiązków prezydenta premierowi Shavkatowi Mirziyoyevowi. Mirziyoyev, który na czele rządu stał nieprzerwanie od 2003 roku (co czyniło go najdłużej urzędującym premierem w historii kraju) stał się tym samym faworytem w zapowiedzianych na grudzień wyborach prezydenckich.
Shavkat Mirziyoyev zwyciężył w wyborach prezydenckich, które zostały przeprowadzone 4 grudnia 2016 roku uzyskując już w pierwszej turze wynik 88,61% głosów. Drugie miejsce zajął lider Partii Ludowo-Demokratycznej Hotamjon Ketmonov z wynikiem 3,73% głosów. 14 grudnia 2016 został zaprzysiężony przez parlament na stanowisku prezydenta. Tego samego dnia nowym szefem rządu został Abdulla Aripov.